# Snap! (album)
Snap! è una raccolta dei The Jam pubblicata nel 1983, un anno dopo lo scioglimento del gruppo. Il doppio album include tutti i 16 singoli della band, più i B Side, tracce di album e rarità.
I primi dischi venduti contenevano anche un terzo disco contenente un live dalla Wembley Arena del 1982.
Nel 2006 è uscita per la prima volta la versione in CD, con il nome di Compact Snap!, contenente solo 21 delle 29 tracce.

## Tracce

### Disco 1
1. In the City
2. Away from the Numbers
3. All Around the World
4. The Modern World (Single Version)
5. News of the World
6. Billy Hunt
7. English Rose
8. Mr. Clean
9. David Watts (Single Mix)
10. 'A' Bomb in Wardour Street (Single Version)
11. Down in the Tube Station at Midnight (Single Edit)
12. Strange Town
13. The Butterfly Collector
14. When You're Young
15. Smithers-Jones (Single Version)
16. Thick as Thieves

### Disco 2
1. The Eton Rifles (Single Edit)
2. Going Underground
3. Dreams of Children (US Edit)
4. That's Entertainment (Demo version)
5. Start! (Single Version)
6. Man in the Cornershop
7. Funeral Pyre (Remixed Version)
8. Absolute Beginners
9. Tales from the Riverbank
10. Town Called Malice
11. Precious (Single Edit)
12. The Bitterest Pill (I Ever Had to Swallow)
13. Beat Surrender

### Disco 3
1. Move On Up (Live at Wembley Arena)
2. Get Yourself Together (Live at Wembley Arena)
3. The Great Depression (Live at Wembley Arena)
4. But I'm Different Now (Live at Wembley Arena)

## Formazione
- Paul Weller - voce, chitarra
- Bruce Foxton - basso
- Rick Buckler - batteria